# Stefan Twardowski
Stefan Twardowski (ur. w 1911) – polski lekkoatleta, specjalizujący się w biegach sprinterskich, płotkarskich oraz w skoku w dal. Wielokrotny medalista mistrzostw Polski.

## Osiągnięcia
- Mistrzostwa Polski seniorów w lekkoatletyce (9 medali)[2]
  - Warszawa 1932
    - złoty medal w sztafecie 4 × 100 m
    - brązowy medal w skoku w dal

  - Bydgoszcz 1933
    - złoty medal w sztafecie 4 × 100 m
    - srebrny medal w biegu na 100 m
    - srebrny medal w skoku w dal

  - Poznań 1934
    - złoty medal w sztafecie 4 × 100 m
    - brązowy medal w biegu na 110 m przez płotki

  - Warszawa 1934 (sztafety)
    - srebrny medal w sztafecie 400+300+200+100 m
    - brązowy medal w sztafecie 4 × 100 m

- Halowe mistrzostwa Polski seniorów w lekkoatletyce (2 medale)[3]
  - Przemyśl 1933
    - złoty medal w biegu na 50 m przez płotki
    - srebrny medal w skok w dal

- Reprezentant Polski w meczach międzynarodowych[4]
  - Polska – Belgia, Warszawa 1933 (bieg na 100 m i sztafeta 400–300–200–100 m)
  - Polska – Czechosłowacja, Warszawa 1933 (bieg na 100 m i sztafeta 4 × 100 m )